# Pachalúm
Pachalúm est une ville du Guatemala dans le département du Quiché.